# Jasin Todd
Jasin Todd est un guitariste qui est un ancien membre du groupe Shinedown.

## Vie personnelle
Avant de rejoindre le groupe Shinedown, Jasin jouait dans un groupe appelé Nefarion.
En octobre 2004, il épouse Jasin Melody Van Zant, la fille du célèbre chanteur Ronnie Van Zant (voix légendaire de Lynyrd Skynyrd), mais les deux se sont rapidement séparés.
Le 18 avril 2008, Brent Smith a annoncé à tous les fans que Jasin ne fera plus partie de Shinedown. La cause est due à des problèmes personnels. The Sound of Madness est le premier album sans lui à la guitare, mais malgré son départ, Brent est lié à lui et le considère comme le frère qu'il n'a jamais eu.
Après sa séparation avec Shinedown, il a été répandu que Jasin allait rejoindre le groupe de nu metal Soil, mais ces rumeurs ont été rapidement démenties par le groupe. Le 25 juin, 2010, il rejoint officiellement Fuel, mais il se sépare du groupe en janvier 2011.

## Discographie
Shinedown
- Leave a Whisper (2003, Atlantic Records)
- Us and Them (2005, Atlantic Records)